# Glen Canyon

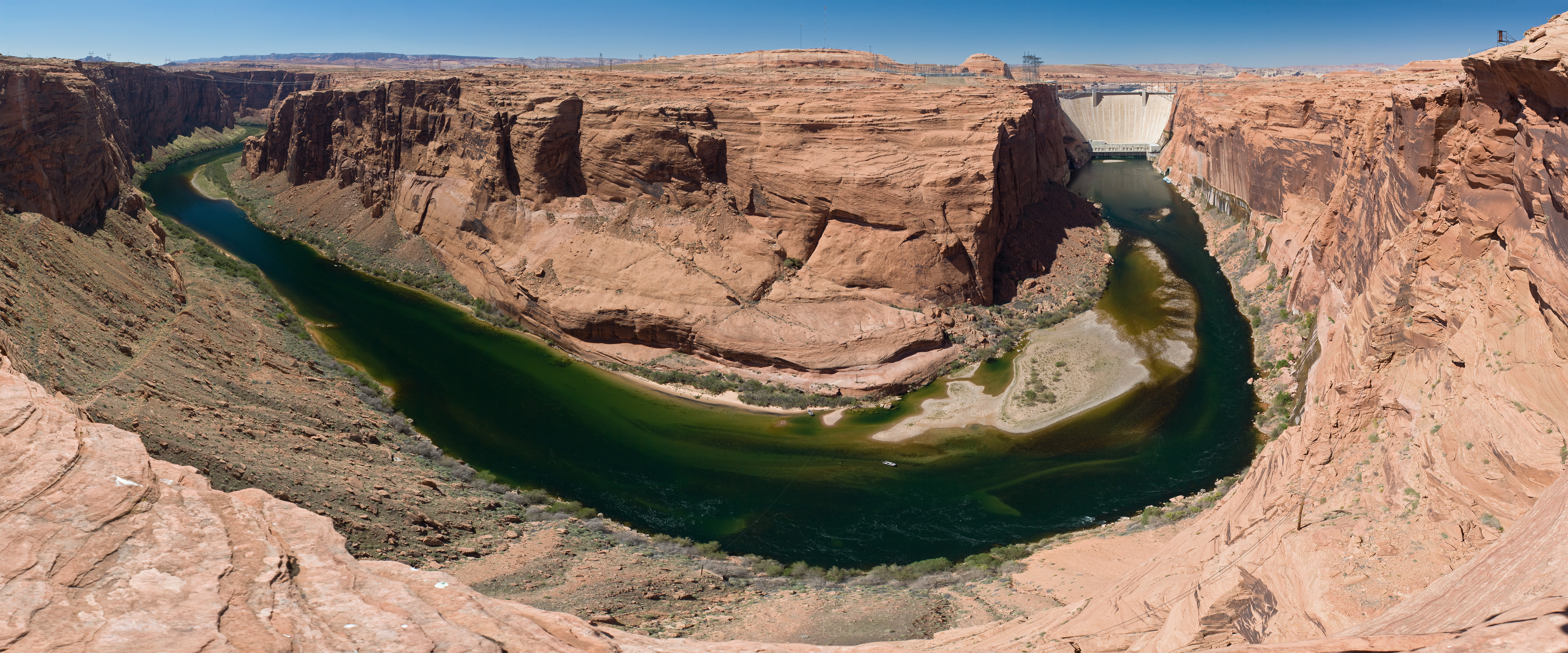
Glen Canyon

Glen Canyon est un canyon qui va de l'Utah à l'Arizona, aux États-Unis. Il a été sculpté par le fleuve du Colorado, qui coule vers l'océan Pacifique à plusieurs kilomètres. 
Une grande zone est inondée par le lac Powell, créé par le barrage de Glen Canyon.  Le réservoir est très controversé, et ces dernières années, de nombreux groupes environnementalistes ont appelé à son élimination.